# Ново Нордиск
Novo Nordisk е датска фармацевтична компания, лидер в производството на лекарства за диабетици.

## Дейност
Създадена е през 1989 г. след сливането на двете датски компании Novo Industri A/S (Novo Terapeutisk Laboratorium) и Nordisk Gentofte A/S (Nordisk Insulinlaboratorium), днес Novo Nordisk е световен лидер в производството на лекарства срещу диабета. Има производствени мощности в девет страни и филиали или офиси в пет страни. Освен в борбата с диабета, компанията разработва и продукти за лечение на хемофилията и хормона на растежа.
Благодарение на многообещаващите препарати Wegovy и Ozempic, имитиращи действието на хормона GLP-1 (глюкагоноподобен пептид-1) и помагащи да се намали теглото, акциите на компанията се увеличават над 4 пъти от края на 2018 г., и през 2023 г. Novo Nordisk за кратко става най-скъпата компания в Европа с капитализация 421 млрд. щ.д.

## Постижения на фирмата
- 1923 – Започва производството на инсулин под ръководството на нобеловия лауреат Аугуст Крог.
- 1932 – Разкрива се болница за изследвания в областта на лечението и профилактиката на диабета „Steno Memorial Hospital“.
- 1961 – Разработен е първият неутрален разтворим инсулинов препарат.
- 1964 – Въведен е първият предварително приготвен смесен инсулин.
- 1973 – Разработен е монокомпонентният (MC) инсулин – най-пречистеният инсулинов препарат.
- 1981 – Въведен е човешки монокомпонентен (HM) инсулин – първият в света човешки инсулинов препарат.
- 1985 – Разработена е NovoPen – първата в света инсулинова писалка.
- 1989 – В резултат от сливането на компаниите Novo Industri A/S и Nordisk Gentofte A/S е създаден Novo Nordisk – лидерът на световния пазар по производство на инсулин.
- 1992 – Мемориалната болница Steno и болницата Hvidøre се обединяват в Диабетичен център Steno.
- 1996 – На пазара е пуснат проконвертинът NovoSeven за лечение на хемофилия.
- 2000 – Novo Nordisk се разделя на три отделни компании под егидата на групата Novo (Novo Holdings A/S): Novo Nordisk, Novozymes и NNIT.
- 2001 – Представен е InDuo – първият в света комбиниран глюкомер и система за инжектиране на инсулин.
- 2001 – Novo Nordisk става притежател на контролния пакет акции на бразилската фармацевтична компания Biobrás.